# Madeline Brewer
Madeline Kathryn Brewer (Pitman, 1º maggio 1992) è un'attrice statunitense, nota per aver partecipato alle serie televisive Orange Is the New Black, Hemlock Grove e The Handmaid's Tale.

## Biografia
Nata a Pitman, nel 2010 riceve il titolo Miss Pitman. Completata la scuola, Brewer si laurea in recitazione presso l'accademia drammatica di New York City. La sua carriera di attrice inizia nel 2013 grazie a un'apparizione in un episodio di Orange Is the New Black, a cui seguono altre apparizioni in note serie TV negli anni a venire. Nel 2017 ottiene il ruolo di Janine Lindo in The Handmaid's Tale, che conserverà nelle stagioni successive della serie. in Nel 2018 ottiene il suo primo ruolo da protagonista nel film di Netflix Cam; nello stesso anno interpreta inoltre il ruolo di Daphne in Chimera.
Nel 2019 rientra nel cast principale in film come Captive State e Le ragazze di Wall Street - Business Is Business, a cui fanno seguito nel 2021 Separazione e The Ultimate Playlist of Noise. Nel 2022 esordisce a teatro nel musical Cabaret, oltre a ottenere un ulteriore ruolo cinematografico nel film Space Oddity.

## Filmografia

### Cinema
- Cam (CAM), regia di Daniel Goldhaber (2018)
- Chimera, regia di Mitzi Peirone (2018)
- Captive State, regia di Rupert Wyatt (2019)
- Le ragazze di Wall Street - Business Is Business (Hustlers), regia di Lorene Scafaria (2019)
- Now Is Everything, regia di Valentina De Amicis e Riccardo Spinotti (2019)
- The Ultimate Playlist of Noise, regia di Bennett Lasseterer (2021)
- Separazione, regia di William Brent Bell (2021)

### Televisione
- Orange Is the New Black – serie TV, 7 episodi (2013)
- Stalker – serie TV, episodio 1x09 (2014)
- Hemlock Grove – serie TV, 10 episodi (2014-2015)
- Grimm – serie TV, episodi 5x06-5x07 (2015-2016)
- Black Mirror – serie TV, episodio 3x05 (2016)
- The Handmaid's Tale – serie TV (2017-2025)
- You - serie TV (2025)

## Teatro
- Cabaret,  colonna sonora di John Kander, testi di Fred Ebb, libretto di Joe Masteroff, regia di Rebecca Frecknall. Playhouse Theatre di Londra (2022)

## Doppiatrici italiane
Nelle versioni in italiano dei suoi lavori, Madeline Brewer è stata doppiata da:
- Lucrezia Marricchi in Captive State, You
- Valentina Pallavicino in Orange Is the New Black
- Eleonora Reti in Black Mirror
- Mara Gualandris in The Handmaid's Tale
- Roisin Nicosia in Cam
- Erica Necci in Le ragazze di Wall Street - Business Is Business